# Église de la Transfiguration de Ramallah
Pour les articles homonymes, voir Église de l’Épiphanie.
L'église de la Transfiguration (en arabe دير تجلي الربTajalli el-Rab) est une église grecque-orthodoxe arabophone de Ramallah en Palestine. Elle est vouée à la Transfiguration.

## Historique
C'est en 1807 que le Père Mitri-Élias al-Qassis fait construire une première église orthodoxe dans une bourgade qui devient de plus en plus importante. Elle s'avère bientôt trop petite et l'on en fait construire par des ouvriers locaux une nouvelle avec des pierres d'une ancienne église, à partir de 1850. Son clocher domine aujourd'hui la vieille ville.

## Illustrations

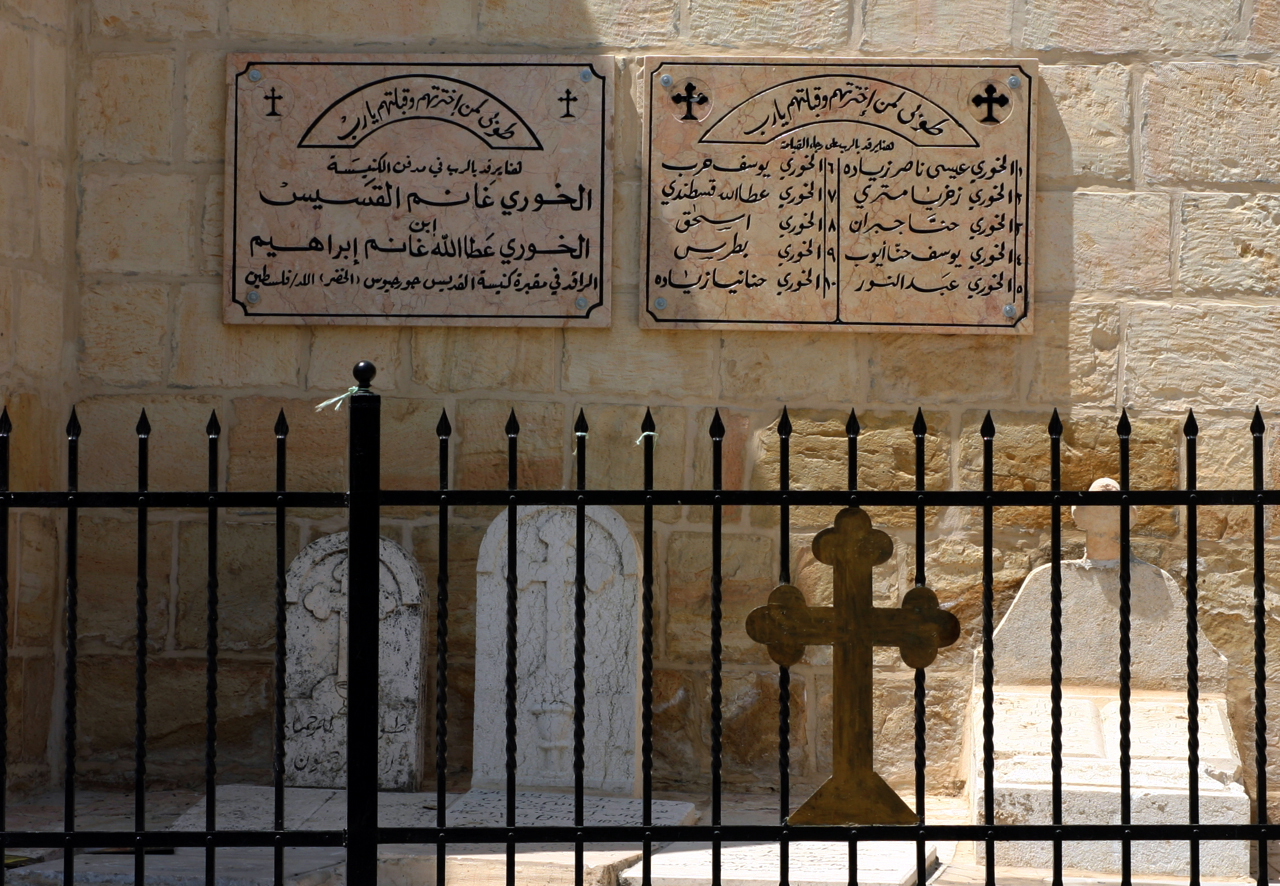
Tombes contre le mur de l'église
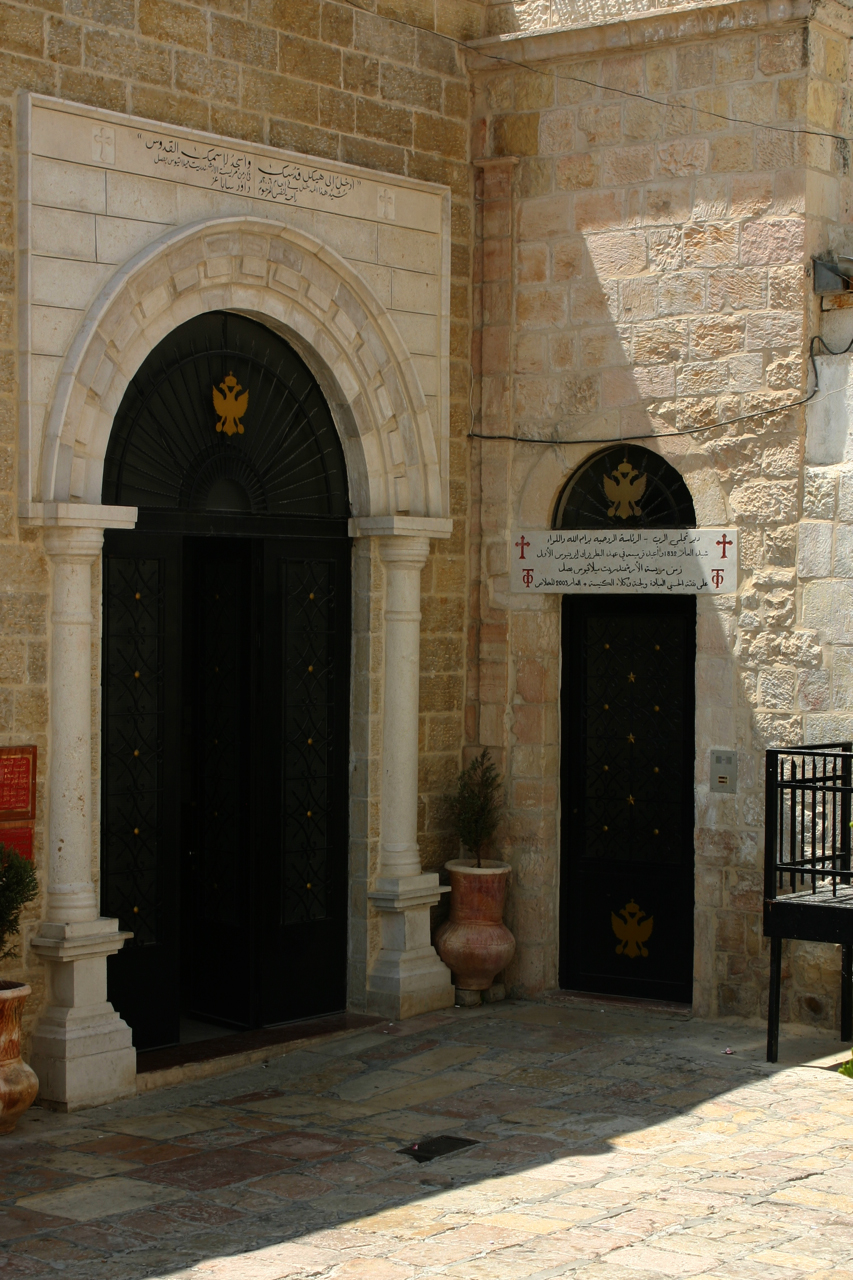
Portes d'entrée avec l'aigle bicéphale
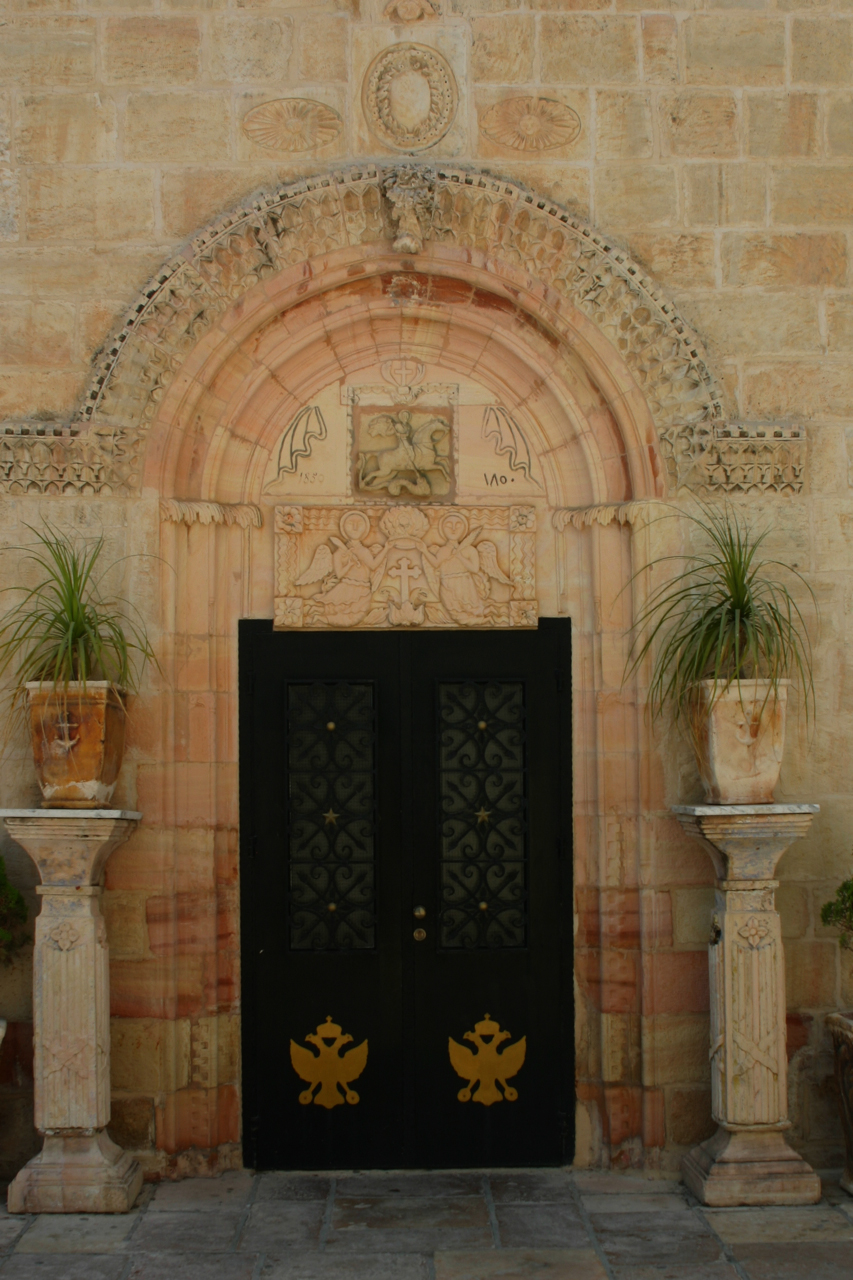
Porte d'entrée surmontée de saint Georges combattant le dragon

## Source
- (fr) Site officiel de la ville